# Bachelor Boy
«Bachelor Boy» (с англ. — «Парнишка-холостяк») — песня британского музыканта Клиффа Ричарда и его аккомпанирующей группы The Shadows, выпущенная в 1962 году на лейбле Columbia Graphophone Company в качестве би-сайда сингла «The Next Time». В период релиза обе стороны сингла рассматривались как имеющие чартовый потенциал, поэтому обе песни продвигались соразмерно и во многих странах именно «Bachelor Boy» стала бо́льшим хитом, нежели «The Next Time». В январе 1963 года сингл провёл три недели на вершине британского хит-парада UK Singles Chart и добился широкой популярности на международном уровне, за исключением США. Впоследствии обе стороны сингла были включены в альбом-саундтрек к музыкальному фильму «Летние каникулы». Авторами песни являются Клифф Ричард и Брюс Уэлш (ведущий гитарист The Shadows).
В Великобритании «Bachelor Boy» стал первым из трех синглов «Летних каникул» возглавивших местный сингловый чарт, двумя другими были — «Summer Holiday» и «Foot Tapper». Помимо этого, сам фильм стал самой кассовой лентой 1962 года в этой стране.
Вслед за «Bachelor Boy» последовал ещё один сингл добравшийся до верхней строчки UK Singles Chart — «Dance On!», записанный группой The Shadows самостоятельно.
В песне поётся о совете, который отец дает своему сыну: «Оставайся холостяком до самой смерти». Позже Ричард отметил, что, когда он писал эту песню, он «совершенно не ожидал, что она будет пророческой». Несмотря на то, что сам Ричард никогда не был женат, сюжет песни не исключает брака, так как её заключительный куплет гласит: «Я женюсь, у меня будет жена и ребенок… но до тех пор я буду холостяком…».

## Позиции в чартах
В нижеприведенную таблицу включены только страны, где «Bachelor Boy» указывался в чартах в качестве самостоятельного сингла или где он добрался выше, чем композиция «The Next Time» (когда обе песни фигурировали в хит-параде). Более полный список стран, в которых сингл отметился в хит-парадах, смотрите в статье «The Next Time».
| Чарт (1963)                   | Высшая позиция |
| ----------------------------- | -------------- |
| Australia (Kent Music Report) | 9              |
| Canada (CHUM) [*]             | 2              |
| Denmark (Tracklisten)         | 1              |
| Hong Kong                     | 3              |
| Нидерланды (Single Top 100)   | 1              |
| Норвегия (VG-lista)           | 8              |
| South Africa (SARMD)          | 1              |
| Sweden (Sverigetopplistan)    | 2              |
| UK (NME)                      | 3*             |
| US Billboard Hot 100          | 99             |

Примечания:
- В Канаде сингл «Bachelor Boy» добрался до 2-го места, в то же время первую строчку занимала ещё одна песня Клиффа Ричарда — «Summer Holiday»[англ.][6].
- Несмотря на то, что «Bachelor Boy» добрался до верхней строчки британского синглового чарта Record Retailer[англ.], который позже был утверждён в качестве официального ретроспективного хит-парада того периода, конкурирующий чарт журнала NME отметил обе песни сингла по отдельности — поместив «The Next Time» на 1-е место, а «Bachelor Boy» на 3-е.